# Ariana Greenblatt
Ariana Greenblatt (New York, 27 agosto 2007) è un'attrice statunitense, conosciuta per il ruolo di "Daphne Diaz" nella serie di Disney Channel Harley in mezzo e per quello di "Sasha" in Barbie.

## Biografia
Di origini ispaniche, ha un fratello maggiore di nome Gavin. La Greenblatt, che ha iniziato a ballare all'età di due anni, ha avuto il suo primo ruolo nel 2015 interpretando Raina nella serie Liv & Maddie. Dal 2016 ha recitato Harley in mezzo come Daphne Díaz. Nel 2017 ha fatto il suo debutto cinematografico interpretando Lori nel film A Bad Moms Christmas e nel 2018 appare nel ruolo della giovane Gamora nel film Marvel Avengers: Infinity War; ha poi anche interpretato il ruolo di Sasha nel film Barbie.

## Filmografia

### Attrice

#### Cinema
- Bad Moms 2 - Mamme molto più cattive (A Bad Moms Christmas), regia di Jon Lucas e Scott Moore (2017)
- Avengers: Infinity War, regia di Antony Russo e Joe Russo (2018)
- Love and Monsters, regia di Michael Matthews (2020)
- L'unico e insuperabile Ivan (The One and Only Ivan), regia di Thea Sharrock (2020)
- Awake, regia di Mark Raso (2021)
- Sognando a New York - In the Heights (In the Heights), regia di Jon M. Chu (2021)
- 65 - Fuga dalla Terra (65), regia di Scott Beck e Bryan Woods (2023)
- Barbie, regia di Greta Gerwig (2023)
- Borderlands, regia di Eli Roth (2024)
- Fear Street: Prom Queen, regia di Matt Palmer (2025)

#### Televisione
- Liv e Maddie (Liv and Maddie) – serie TV, episodio 3x09 (2015)
- Harley in mezzo (Stuck in the Middle) – serie TV, 57 episodi (2016-2018)
- Ahsoka – serie TV, puntata 5 (2023)

### Doppiatrice
- Scooby! (Scoob!), regia di Tony Cervone (2020)
- Baby Boss 2 - Affari di famiglia (The Boss Baby 2: Family Business), regia di Tom McGrath (2021)
- Secret Level – serie TV, episodio 1x12 (2024)

## Doppiatrici italiane
Nelle versioni in italiano delle opere in cui ha recitato, Ariana Greenblatt è stata doppiata da:
- Chiara Fabiano in Bad Moms 2 - Mamme molto più cattive, Ahsoka, Borderlands
- Ilaria Pellicone in L'unico e insuperabile Ivan
- Charlotte Infussi in Avengers Infinity War
- Anita Ferraro in Harley in mezzo
- Alice Porto in Love and Monsters
- Carolina Gusev in Awake
- Sara Ciocca in 65 - Fuga dalla Terra
- Lucrezia Roma in Barbie

Da doppiatrice è sostituita da:
- Sara Ciocca in Scooby!, Baby Boss 2 - Affari di famiglia
- Margherita Rebeggiani in Secret Level